# ARA Moreno
ARA Moreno – okręt liniowy w służbie marynarki argentyńskiej w latach 1915–1940 (według innych źródeł do początku lat pięćdziesiątych), jednostka bliźniacza pancernika "Rivadavia". W okresie międzywojennym i podczas II wojny światowej stanowił jeden z pięciu będących wówczas w służbie pancerników iberoamerykańskich.
Dla pancernika przyjęto nazwę "Moreno", aby upamiętnić dra Francisco P. Moreno (1852–1919), eksploratora Patagonii i inicjatora argentyńskiego ruchu harcerskiego.

## Zamówienie i budowa
Na początku XX wieku w związku z poprawą sytuacji gospodarczej nastąpiła eskalacja zbrojeń w najbogatszych państwach Ameryki Południowej. Dotyczyła ona także rozbudowy floty. Przodowały w tej materii trzy najważniejsza południowoamerykańskie państwa: Argentyna, Brazylia i Chile (tzw. ABC Ameryki Południowej).
Iberoamerykański wyścig zbrojeń morskich rozpoczęła Brazylia zamawiając w stoczniach brytyjskich dwa pancerniki: Minas Gerais i São Paulo. W odpowiedzi na zamówienie w Wielkiej Brytanii trzeciego, potężniejszego pancernika Rio de Janeiro (zamówienie to później anulowano z powodu kryzysu gospodarczego w Brazylii) w celu uzyskania równowagi sił na kontynencie południowoamerykańskim rząd argentyński postanowił zamówić dwa pancerniki "Rivadavia" i "Moreno".
O intratny kontrakt na budowę pancerników dla marynarki argentyńskiej starały się ostro konkurując ze sobą stocznie brytyjskie i niemieckie. Wielkim zaskoczeniem było dla nich zamówienie złożone w amerykańskiej stoczni Fore River de Quincy, w stanie Massachusetts. Stępkę pod okręt położono w 1910 roku. Wodowanie kadłuba nastąpiło rok później. Prace wykończeniowe przeciągały się. W rezultacie przyjęcie okrętu do służby nastąpiło dopiero w 1914 roku (według innych źródeł w 1915 roku).
Okręt wzorowany był na budowanych wówczas pancernikach amerykańskich. Posiadał zatem sylwetkę charakterystyczną dla pancerników amerykańskich z masztem przednim typu kratownicowego. Dzięki realizacji w stoczni amerykańskiej pancernik nie został zarekwirowany na potrzeby wojenne, co z pewnością miałoby miejsce, gdyby realizowały go stocznie brytyjskie lub niemieckie (por. casus chilijskiego pancernika "Almirante Latorre")
Uzbrojenie główne okrętu stanowiło 12 dział kalibru 12 cali (305 mm) rozmieszczonych w 6 wieżach dwulufowych, w tym dwóch (wieże A, B) w części dziobowej w osi okrętu (superpozycja), dwóch (wieże Y, Z) w części rufowej w osi okrętu oraz dwóch asymetrycznie po stronie każdej z burt. Ponadto okręt dysponował artylerią mniejszego kalibru, na którą składały się działa 152 mm i 102 mm. W latach 1924–1926, podczas modernizacji okrętu, zdemontowano działa kalibru 102 mm, w zamian montując 4 działa kalibru 76 mm. W latach czterdziestych na okrętach dodano 4 pojedyncze działa przeciwlotnicze kalibru 40 mm.
Opancerzenie okrętu było dość mocne i obejmowało 12 cali (305 mm) dla wież i barbet oraz 10 - 12 cali (254 - 305 mm) dla pasa głównego.

## Przebieg służby
Od przyjęcia do służby w 1914 roku pancernik pływał pod banderą marynarki argentyńskiej, głównie po wodach otaczających Amerykę Południową.
Wprowadzone do służby pancerniki w 1914 roku "Rivadavia" oraz bliźniaczy "Moreno" razem z dwoma pancernikami brazylijskimi stanowiły znaczną iberoamerykańską siłę bojową w obszarze południowego Atlantyku w okresie I wojny światowej. Walczące wówczas ze sobą mocarstwa europejskie nie posiadały już na tym obszarze zdecydowanej przewagi morskiej. Mocarstwa te, a przynajmniej ich admiralicje, musiały się więc z tą siłą liczyć i unikać ewentualnych zadrażnień.
Zarazem wprowadzenie do służby dwóch argentyńskich pancerników spowodowało niepokój dowództwa marynarki chilijskiej, które nie posiadało początkowo okrętów tej klasy. Sytuacja uspokoiła się, gdy Chile otrzymało w 1921 roku zamówiony jeszcze przed I wojną światową w Wielkiej Brytanii potężny pancernik "Almirante Latorre". Uznano to wówczas za osiągnięcie stanu równowagi militarnej w zakresie morskich sił na wodach południowoamerykańskich.
Służba pancernika pod banderą argentyńską przebiegała pomyślnie i nie zdarzył się na nim żaden poważniejszy wypadek. W latach 1924 i 1925 "Moreno" i "Rivadavię" poddano w USA remontowi i pewnym modyfikacjom. Przystosowano wówczas kotły, pierwotnie zasilane węglem, do opalania olejem napędowym. Zamontowano także działa artylerii przeciwlotniczej.
W praktyce w okresie międzywojennym obydwa pancerniki pełniły w zasadzie funkcje reprezentacyjne i w razie potrzeby stanowić mogły demonstrację siły. W 1937 roku "Moreno" odbył kurtuazyjną podróż do Europy. W swojej całej historii pancernik nigdy nie oddał salwy z artylerii głównej do okrętu przeciwnika.
W czasie II wojny światowej pancernik był już przestarzały i nie stanowił dużej siły bojowej. Natomiast ogromne koszty utrzymania pancerników w pełnej sprawności silnie obciążały budżet marynarki argentyńskiej. W związku ze zmierzchem ery pancerników okręt wycofano ze służby w 1940 roku i ostatecznie złomowano w Japonii w 1957 roku.